# Calbe (Saale) Ost
Calbe (Saale) Ost (niem. Bahnhof Calbe (Saale) Ost) – przystanek osobowy w Calbe (Saale), w kraju związkowym Saksonia-Anhalt, w Niemczech. Jest jedną z trzech stacji obsługujących miasto obok Calbe (Saale) West i Calbe (Saale) Stadt. Został otwarty w 1839 roku, co czyni go jednym z najstarszych dworców kolejowych w Saksonii-Anhalt. Znajduje się na linii Magdeburg – Lipski jest połączony przez łącznicę z posterunkiem odgałęźnym Tornitz na linii Berlin-Blankenheim. Budynek dworca jest obiektem zabytkowym. Według DB Station&Service ma kategorię 5.

## Linie kolejowe
- Linia Magdeburg – Lipsk
- Linia Calbe (Saale) Ost – Tornitz

## Połączenia
| Linia | Trasa                                                                    | Takt (min) | Przewoźnik kolejowy |
| ----- | ------------------------------------------------------------------------ | ---------- | ------------------- |
| RE 30 | Magdeburg – Schönebeck – Calbe Ost – Köthen – Halle                      | 060        | DB Regio Südost     |
| RB 48 | Magdeburg – Schönebeck – Calbe Ost – Bernburg (Sa–So nur Calbe–Bernburg) | 120        | DB Regio Südost     |